# Radotín (okres Přerov)
Radotín je obec ležící v okrese Přerov. Žije zde 178 obyvatel. Jeho katastrální území má rozlohu 264 ha.

## Historie
První písemná zmínka o obci pochází z roku 1447.

## Pamětihodnosti
Kaple Panny Marie pochází z roku 1952. Starší kaple byla odstraněna při rozšíření silnice, zvon z roku 1802 byl přenesen do kaple nové.

## Galerie

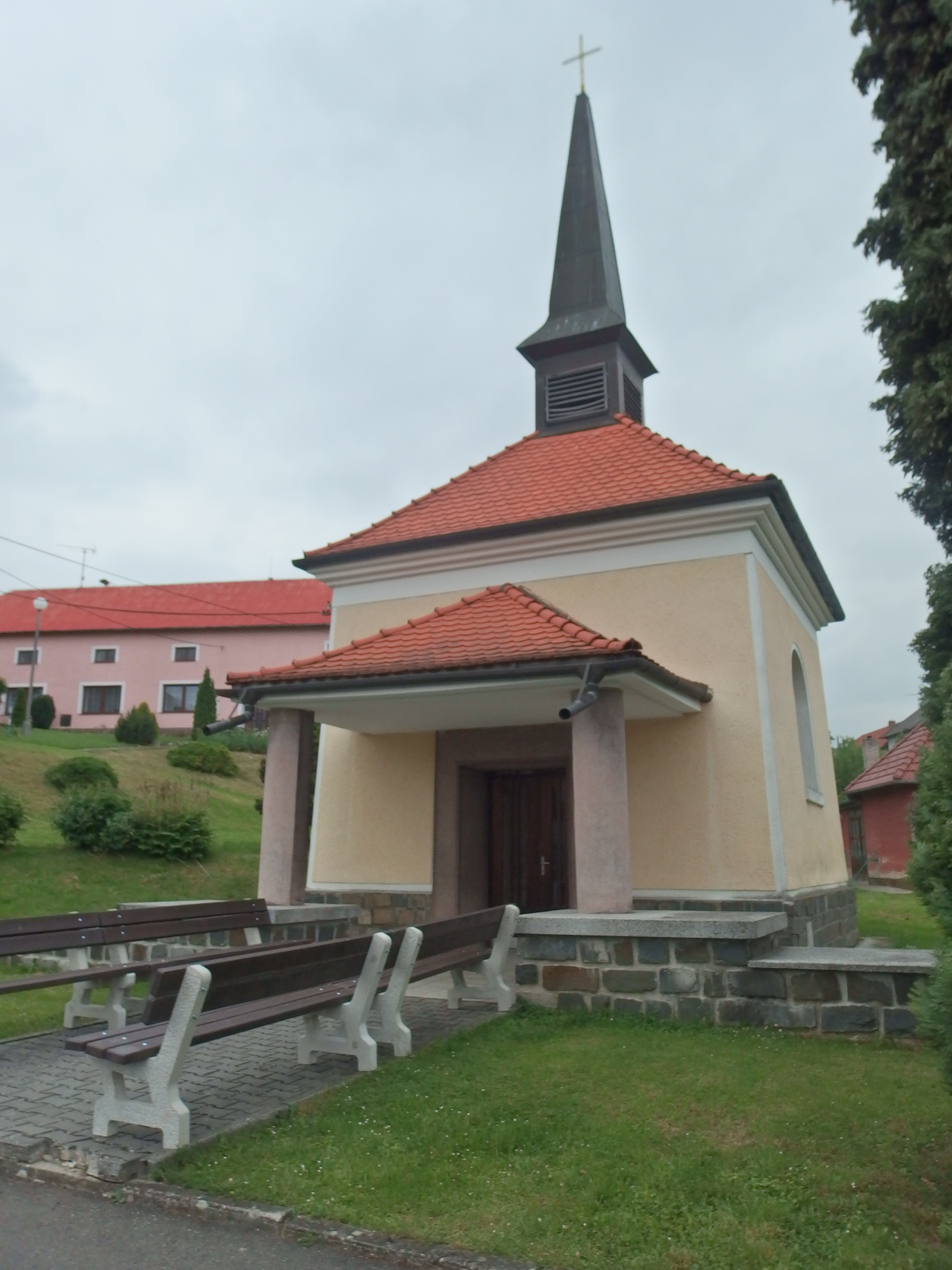
Kaple P. Marie
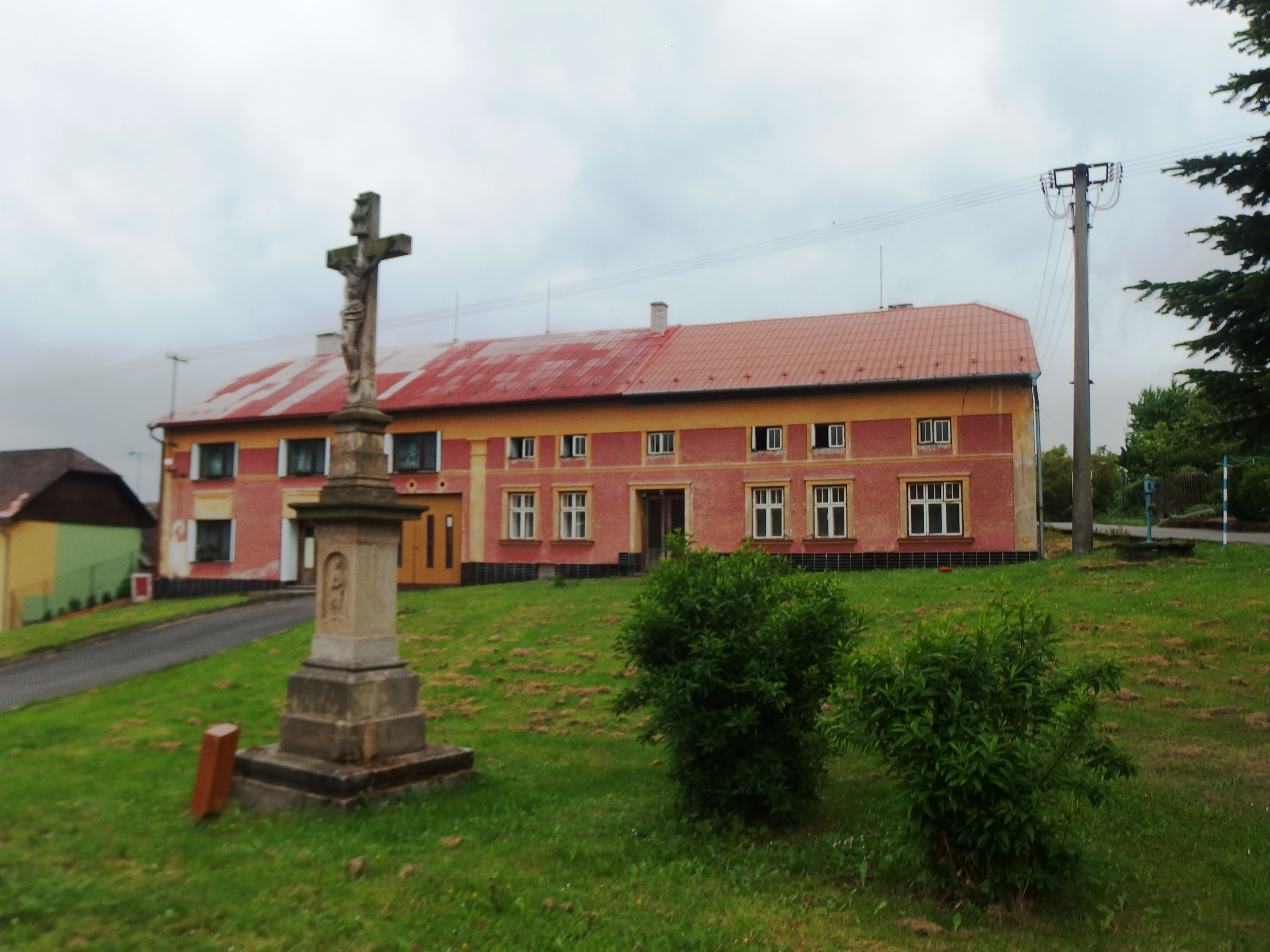
Kříž
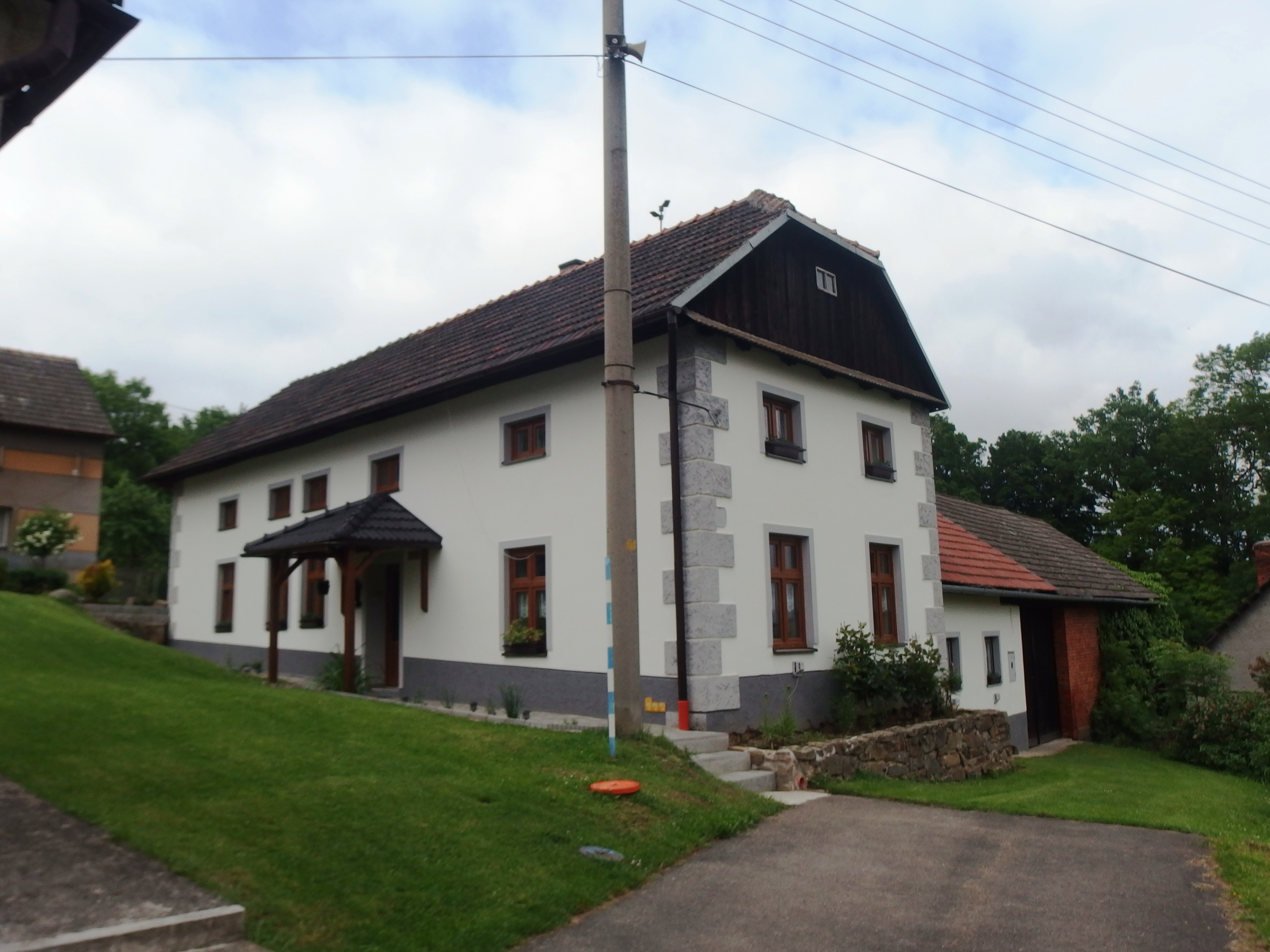
Dům č. p. 31
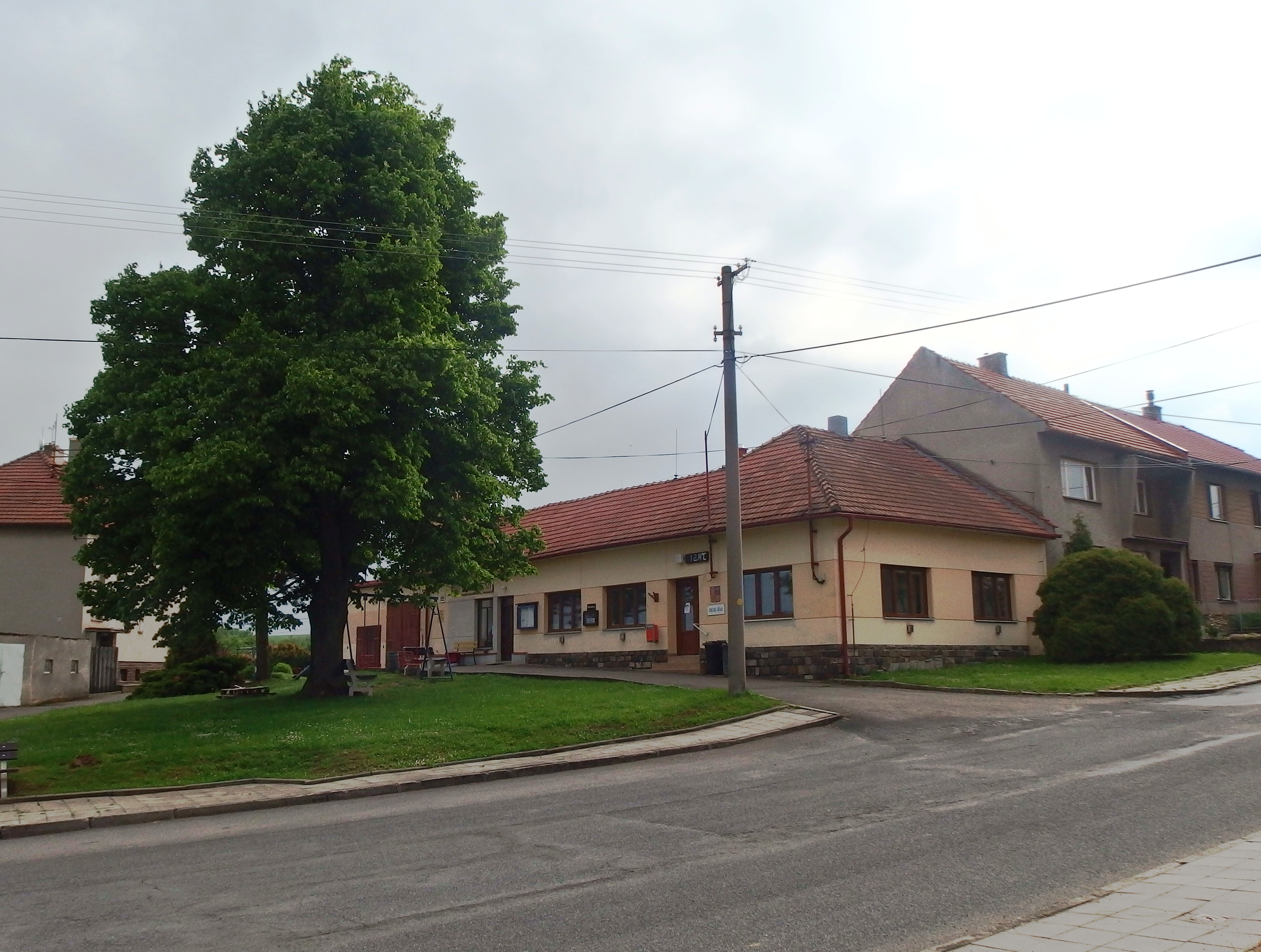
Obecní úřad